# Der Dieb und der Teufel

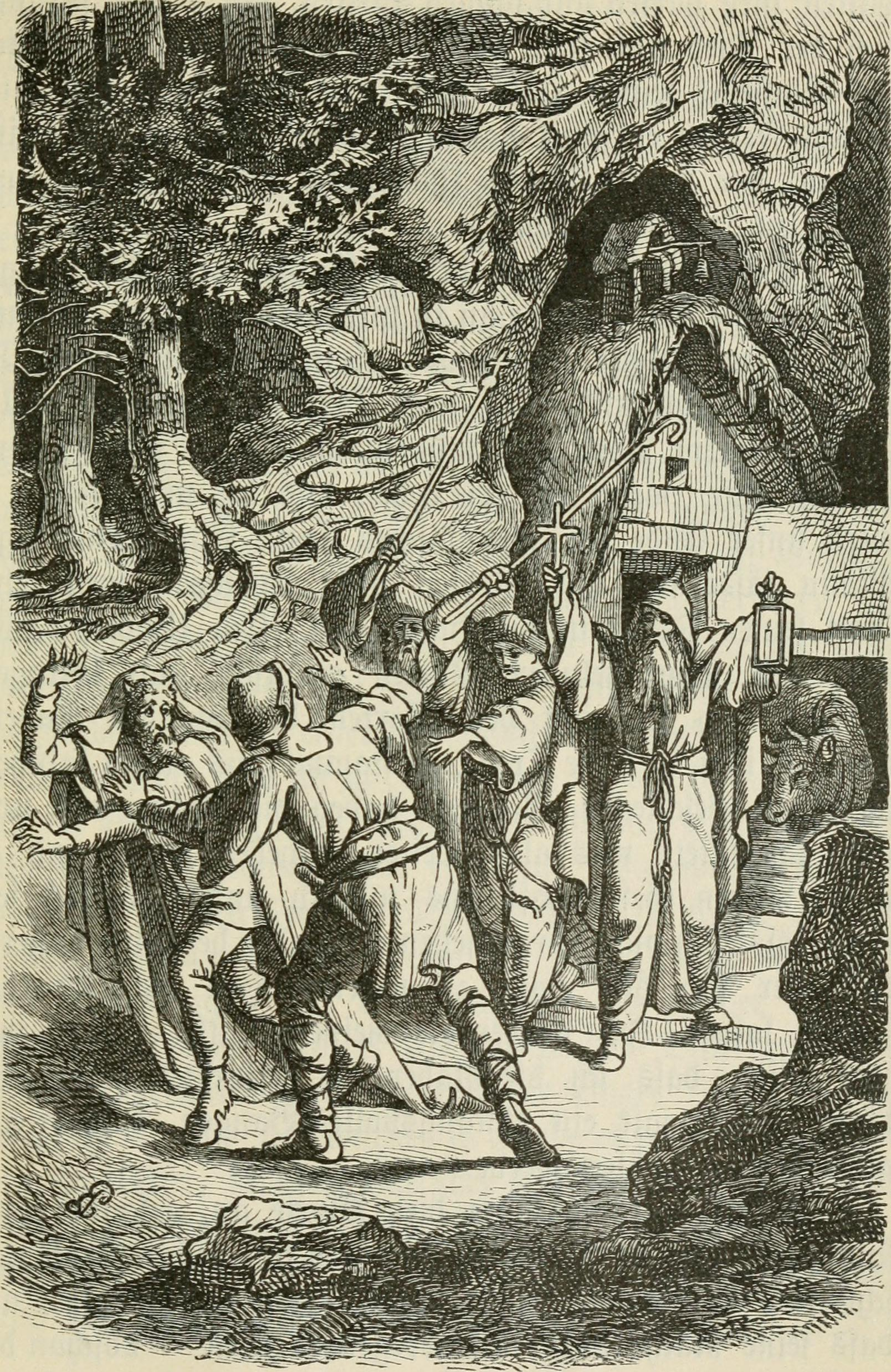
Illustration, 1890

Der Dieb und der Teufel ist ein Märchen. Es steht in Ludwig Bechsteins Neues deutsches Märchenbuch an Stelle 42 und stammt aus Antonius von Pforrs Das Buch der Beispiele der alten Weisen (Kap. 5: Der Dieb und der Teufel, die einem Einsiedler nachstellten).

## Inhalt
Ein Dieb, unterwegs eines Einsiedlers Kuh zu klauen, begegnet dem Teufel, der will den Einsiedler töten. Vor dessen Klause aber streiten sie sich, wer zuerst dran darf. Da kommen der Einsiedler und die bei ihm schlafenden Pilger heraus und vertreibt beide.

## Herkunft
Das Märchen erzählt, zumindest bei Bechstein, der Adler seinem König, um zu zeigen, dass man die Zwietracht seiner Feinde ausnutzen müsse. Es stammt wie die vorangehenden aus Antonius von Pforrs Das Buch der Beispiele der alten Weisen, einer Übertragung des indischen Panchatantra.